# Präsidentschaftswahl in Kap Verde 2006
Die Präsidentschaftswahl in Kap Verde 2006 fand am 12. Februar statt. Es war die vierte Wahl seit der Einführung des Mehrparteiensystems in Kap Verde im Jahre 1990.
Als Vertreter der zwei größten Parteien Kap Verdes, der Partido Africano da Independência de Cabo Verde (PAICV) und der Movimento para a Democracia (MpD), stellten sich der bisherige Präsident Pedro Pires und der ehemalige Premierminister Carlos Veiga zur Wahl. Es waren somit die gleichen Kandidaten wie bei der Präsidentschaftswahl 2001.
Zuvor hatte bei der Parlamentswahl im Januar 2006 die PAICV eine absolute Mehrheit an Stimmen und Mandaten erreicht.

## Ergebnis
| Kandidaten              | Parteien                                        | Stimmen | %    |
| ----------------------- | ----------------------------------------------- | ------- | ---- |
| Pedro Pires             | Partido Africano da Independência de Cabo Verde | 86.583  | 51,0 |
| Carlos Veiga            | Movimento para a Democracia                     | 83.241  | 49,0 |
| Gesamt                  | Gesamt                                          | 169.824 | 100  |
|                         |                                                 |         |      |
| Ungültige Stimmen       | Ungültige Stimmen                               | 1.995   | 1,2  |
| Wähler                  | Wähler                                          | 171.819 | 53,1 |
| Wahlberechtigte         | Wahlberechtigte                                 | 323.554 |      |
|                         |                                                 |         |      |
| Quelle: Boletim oficial |                                                 |         |      |